# Toxorhina muliebris
Toxorhina muliebris är en tvåvingeart som beskrevs av Osten Sacken 1865. Toxorhina muliebris ingår i släktet Toxorhina och familjen småharkrankar. Inga underarter finns listade i Catalogue of Life.